# Zuidelijke akkerslak
De zuidelijke akkerslak (Deroceras panormitanum) is een slakkensoort uit de familie van de Agriolimacidae. De wetenschappelijke naam van de soort werd in 1882 voor het eerst geldig gepubliceerd door Mario Lessona en Carlo Pollonera. Vroeger kwam hij alleen voor in het Middellandse Zeegebied, maar tegenwoordig komt hij voor in grote delen van West- en Midden-Europa. Ze zijn te vinden in tuinen, parken, velden en braakliggende terreinen.

## Kenmerken
Deze mediterrane veldslak is uitgerekt 3 tot 4 cm lang (andere auteurs 2,5 tot 3,5 cm). De mantel is relatief groot en beslaat ongeveer 40 tot 45% van de totale lichaamslengte. De spiracle bevindt zich aan de achterkant van de mantel en is relatief klein, in tegenstelling tot andere soorten. De randzone van de ademhalingsopening is iets versprongen van de mantel door een lichtere kleur. Wanneer het dier gestrekt is, reiken kop en nek ongewoon ver voor de mantel uit. Een korte, afgeknotte kiel wordt gevormd aan de bovenkant van de voet. De kleur is zeer variabel, variërend van licht- en donkerbruin tot licht roodachtig. Af en toe komen ook grijsbruine, grijze tot bijna zwarte exemplaren voor. Soms vertoont de mantel ook een vaag vlekkenpatroon. De lichtgrijze tot crèmekleurige zool heeft meestal donkere randzones; alleen bij zeer lichtgekleurde dieren is de zool bijna gelijkmatig lichtgrijs tot crèmekleurig.

## Verspreiding en leefgebied
De zuidelijke akkerslak komt vooral voor in cultuurgrond, in tuinen, parken, maar ook op braakliggende terreinen. Het komt vooral voor in het laagland en heuvels. Het dieet bestaat uit vers plantaardig materiaal en fruit. Zoals de naam al doet vermoeden, was het oorspronkelijk beperkt tot het Middellandse Zeegebied van Spanje tot Griekenland, en is wijdverbreid op Sicilië en Malta. In de jaren zeventig werd de zuidelijke akkerslak in Duitsland geïntroduceerd en breidt zijn voorkomen snel uit. Het verspreidingsgebied strekt zich inmiddels in het westen uit tot Ierland, de Britse Eilanden, West- en Noord-Frankrijk, de Benelux-landen en in het noorden tot Zweden en Finland (hier vaak in kassen). Inmiddels is de soort ook naar andere delen van de wereld vervoerd. In Australië is het in bijna elke staat aanwezig. Ook in Nieuw-Zeeland is het inmiddels wijdverbreid. In de Verenigde Staten is hij onlangs ontdekt in de buurt van Washington DC.